# 宫之浦岳

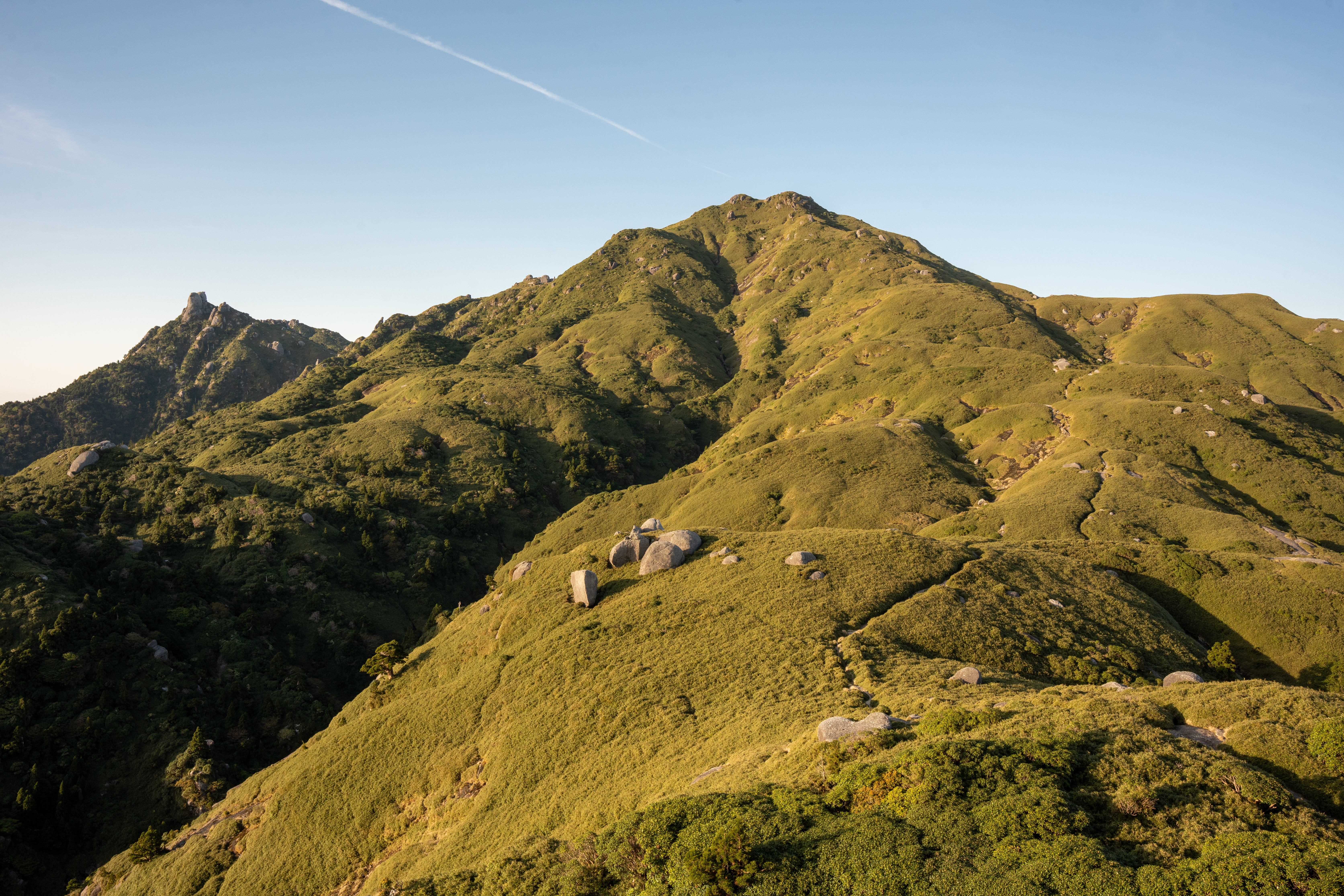
宫之浦岳

宮之浦岳（みやのうらだけ）是一座位于屋久島中央地區的山峰。標高1,936米。為鹿兒島縣和九州地方的最高峰，也是日本百名山之一。作為屋久島的一部分而被登入世界遺産名單之列。與永田岳（1,886米）和黑味岳（1,831米）并列為屋久島三山。該山常被媒體錯誤稱為「西日本最高峰」，但實際上西日本最高的山峰是四國的石鎚山（1,982米）。

## 關聯條目
- 屋久島
- 都道府縣最高峰

## 外部連結
- 国土地理院 地図閲覧システム 2万5千分1地形図名：宮之浦岳 (南西)（页面存档备份，存于）